# Krzysztof Śliwiński

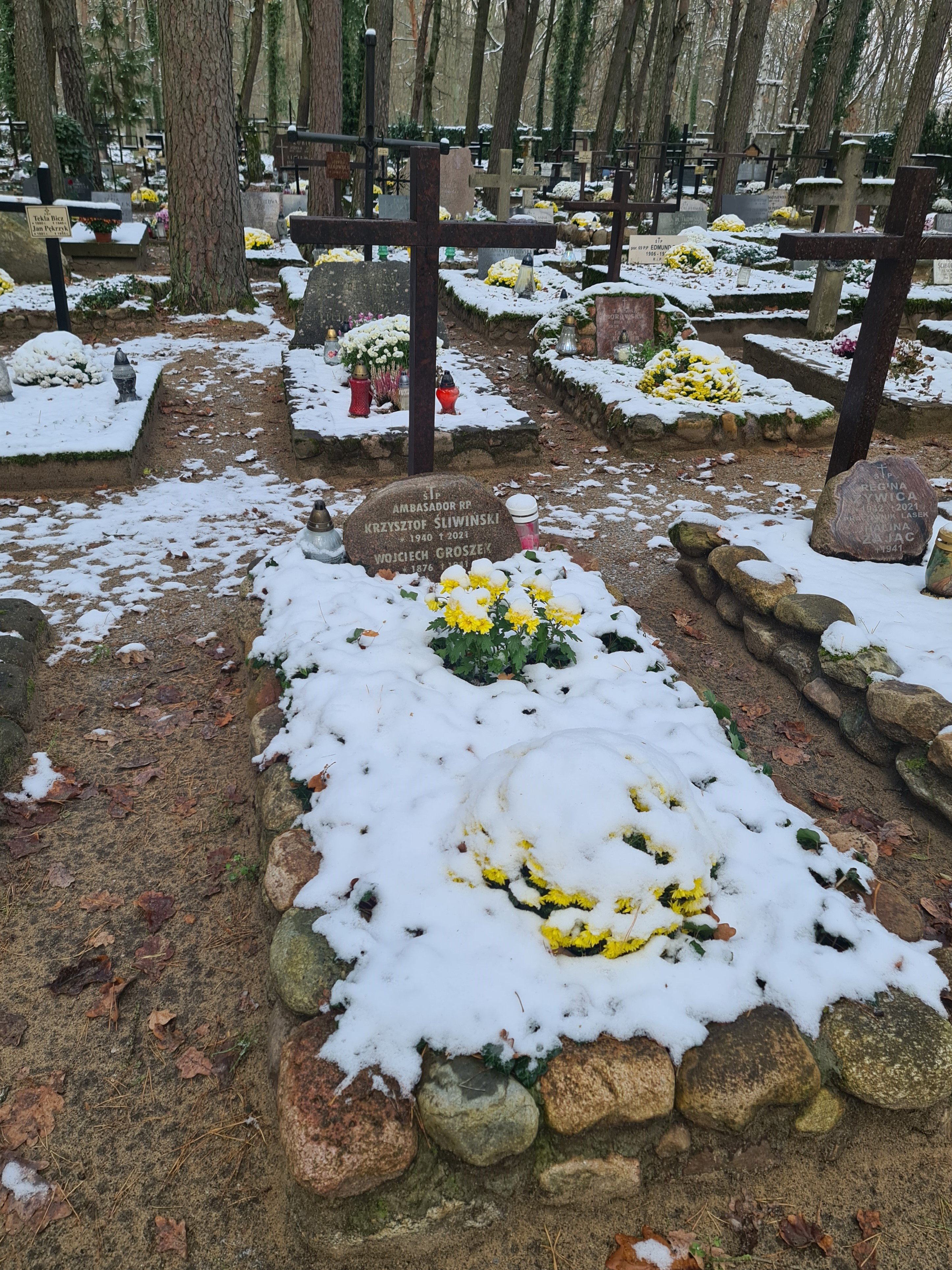
Grób Krzysztofa Śliwińskiego na cmentarzu leśnym w Laskach

Krzysztof Edmund Śliwiński (ur. 15 stycznia 1940 w Warszawie, zm. 7 stycznia 2021 tamże) – polski działacz katolicki, uczestnik opozycji demokratycznej w okresie PRL, dyplomata.

## Życiorys
Syn Edmunda i Jadwigi. Ukończył studia biologiczne na Uniwersytecie Warszawskim. W 1969 obronił tam pracę doktorską. Ukończył także teologię na Akademii Teologii Katolickiej w Warszawie. Pracował jako adiunkt w Instytucie Zoologii UW od 1961. W latach 1974–1979 był wykładowcą na Uniwersytecie Kisangani w Zairze. Zrezygnował z pracy naukowej w 1980.
Od lat 60. był aktywnym działaczem Klubu Inteligencji Katolickiej w Warszawie, m.in. przewodniczył Sekcji Młodzieżowej, uczestniczył w pracach Sekcji Kultury, był członkiem zarządu klubu (w kadencjach 1966/1967, 1969/1970, 1973/1974, 1974/1975, 1980/1981, 1981/1984, 1984/1985, 1987/1988, 1988/1989 i 1989/1990). Na przełomie lat 60 i 70 należał do inicjatorów kontaktów KIK ze środowiskiem tzw. komandosów. W 1973 rozpoczął w ramach Sekcji Kultury coroczną akcję porządkowania zabytkowej części cmentarza żydowskiego w Warszawie. W 2011 został honorowym członkiem KIK w Warszawie.
Podczas wydarzeń sierpniowych w 1980 przyłączył się do skierowanego do władz komunistycznych apelu 64 naukowców, literatów i publicystów o podjęcie dialogu ze strajkującymi robotnikami. Od 9 września 1980 prowadził w siedzibie KIK razem z Katarzyną Cywińską punkt konsultacyjny służący pomocą nowo zakładanym związkom zawodowym. Następnie zaangażował się w prace zarządu Regionu Mazowsze NSZZ „Solidarność”, m.in. był pierwszym kierownikiem biura zarządu, po czym kierował działem zagranicznym. W listopadzie 1980 został członkiem Towarzystwa Kursów Naukowych. Po wprowadzeniu stanu wojennego został 13 grudnia 1981 internowany, przebywał w ośrodku internowania w Jaworzu; został zwolniony w grudniu 1982. W latach 80. był członkiem redakcji miesięcznika „Znak”, przygotowywał dla pisma przeglądy prasy krajowej i zagranicznej. Jego nazwisko nie było jednak ujawnione w stopce redakcyjnej. W 1988 został członkiem Komitetu Obywatelskiego przy przewodniczącym NSZZ „Solidarność” Lechu Wałęsie. Należał także do PEN Clubu.
Od 1989 do 1990 był zastępcą redaktora naczelnego „Gazety Wyborczej”. W 1990 został ambasadorem RP w Maroku. Po zakończeniu tej misji kierował Departamentem Informacji, będąc równocześnie rzecznikiem prasowym Ministerstwa Spraw Zagranicznych (1994–1995), był pełnomocnikiem rządu ds. kontaktów z diasporą żydowską (1995–1999), doradcą ministra spraw zagranicznych ds. konfliktów w Afryce (1999–2000) oraz ambasadorem RP w RPA (2000–2004). W 1998 otrzymał tytuł ambasadora ad personam. Wchodził w skład Komitetu Wspierania Muzeum Historii Żydów Polskich Polin w Warszawie.
Pochowany na cmentarzu leśnym w Laskach.

## Odznaczenia
W 1997 został odznaczony Złotym Krzyżem Zasługi, a w 2011 Krzyżem Oficerskim Orderu Odrodzenia Polski.